# Zhang Zhongjing
Zhang Zhongjing (150 - 219) (jiaxiang: Henan, Nanyang, Dengzhou) was een dokter gespecialiseerd in de traditionele Chinese geneeskunde. Hij leefde tijdens de Oostelijke Han-dynastie en heeft een grote bijdrage geleverd aan de Chinese geneeskunst. Tijdens zijn leven schreef hij een medisch geschrift genaamd Shang Han Lun.
Hij behoort tot de Drie geneeskundigen van de tijd van keizer Jian'an. De andere twee zijn Hua Tuo en Dong Feng. Net als de andere twee wordt hij in de Chinese volksreligie aanbeden als god van de geneeskunde.